# Armee der Hundert Tage

Kaiserliches Emblem

Die Armee der Hundert Tage (fr.: Armée de Cent Jours) Frankreichs stellte die Ansammlung militärischer Einheiten dar, die Napoleon Bonaparte nach seiner Rückkehr aus seinem Exil in Elba aufbrachte, um im Sommerfeldzug von 1815 den britischen, holländischen, deutschen, russischen und österreichischen Truppen der gegnerischen Koalition entgegenzutreten.

## Das Aufgebot

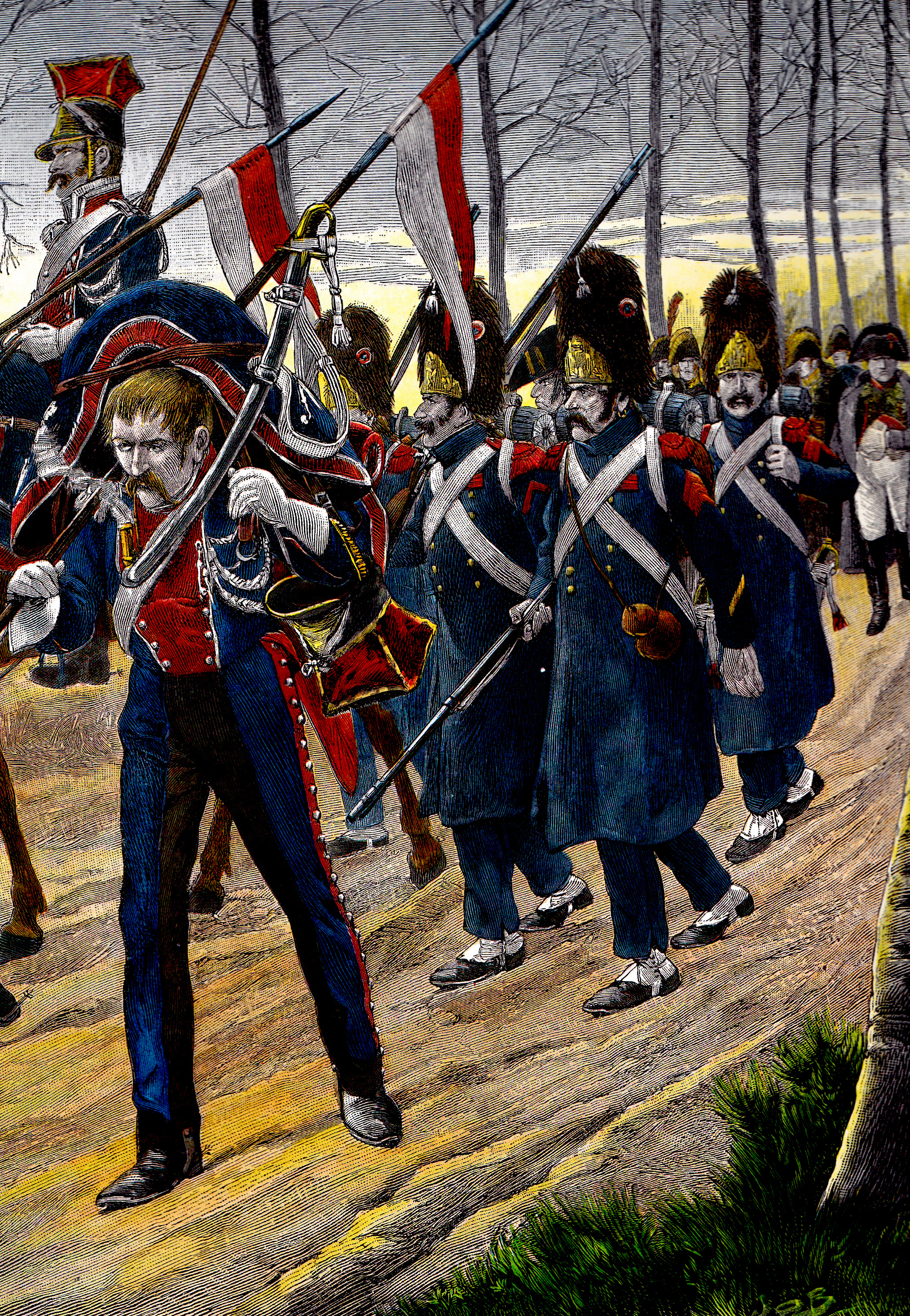
Soldaten der sogenannten Elba-Armee bei der Rückkehr nach Paris

Nach seiner Rückkehr von der Insel Elba begann Napoleon Bonaparte während der Herrschaft der Hundert Tage, die Armee zu reorganisieren. Er rief die Beurlaubten und die Entlassenen zurück und ordnete die Rekrutenaushebungen an. Es folgte die Aufstellung der Garde nationale mit 200 Bataillonen zu insgesamt 120.000 Mann. Ferner wurden 6.000 Artilleristen zum Schutz der Küsten aufgeboten und die Errichtung von 20 Regimentern Marineinfanterie angeordnet. Die Kavallerie wurde um 12.000 Pferde verstärkt, was allerdings auf Kosten der Gendarmerie nationale ging. In zehn Wochen hatte Napoleon 290.000 Mann Kampftruppen und 220.000 Mann Hilfstruppen zusammengebracht.
Napoleon stellte Soldaten als Besatzung für Festungen und befestigte Lager ab und ordnete am 28. März 1815 die Aufstellung von sieben sogenannten „Corps d’observation“ (Überwachungskorps) an den Grenzen und eines Reservekorps an:
- das „1er corps d’observation“, aufgestellt in Lille unter Verwendung von Teilen der „16e division militaire“[4] unter dem Kommando von Général Jean-Baptiste Drouet d’Erlon
- das „2e corps d’observation“, in Maubeuge und Valenciennes, zusammengestellt unter dem Kommando von Général Honoré-Charles Reille
- das „3e corps d’observation“, zusammengestellt in Mézières unter dem vorläufigen Kommando von Général Anne Charles Lebrun aus den Truppen im Camp de Châlons und der „2e division militaire“
- das „4e corps d’observation“, zusammengestellt in Thionville unter dem Kommando von Général Étienne Maurice Gérard aus Truppen der „3e“ und „4e division militaire“
- das „5e corps d’observation“, zusammengestellt aus den im Elsass stationierten Truppen unter dem Kommando von Maréchal Suchet
- das „6e corps d’observation“, zusammengestellt in Chambéry aus der „7e“ und „8e division militaire“ unter dem Kommando von Général Joseph-Marie Dessaix
- das „7e corps d’observation“ an der Pyrenäengrenze, kommandiert von Général Bertrand Clausel
- das „8e corps de réserve“ in Paris unter dem Kommando von Général Georges Mouton, comte de Lobau

Am 30. April 1815 wurde eine Umorganisation angeordnet, es wurden vier Armeen gebildet, dazu verblieben drei selbstständige „Corps d’observation“:
- die Armée du Nord mit der „16e“ und „2e division militaire“, gegliedert in fünf Korps („1er“, „2e“, „3e“ und „6e corps d’infanterie“), dazu ein Reserve-Kavalleriekorps mit drei Divisionen – zusammen 124.000 Mann
- die Armée de Moselle mit der „3e“ und „4e division militaire“ sowie dem „4e corps d’observation“, unterstützt von einem Reservekorps der Garde nationale
- die Armée du Rhin, zusammengestellt aus dem „5e corps d’observation“ und einem Reservekorps der Garde nationale
- Das 1er corps d’observation du Jura wurde auf dem Gebiet der „6e division militaire“ eingerichtet, um die Grenze zwischen Belfort und Genf zu überwachen. Es stand unter dem Kommando von Général Claude-Jacques Lecourbe.
- Die Armée des Alpes mit dem „7e corps“ wurde unter dem Kommando von Emmanuel de Grouchy aufgestellt, um gegen den Louis-Antoine de Bourbon, duc d’Angoulême eingesetzt zu werden. Dann umbenannt in „Corps d’observation des Pyrenées“ mit der „7e“ und „19e division militaire“ und einem Reservekorps der Garde nationale
- das „2e corps d’observation“ mit der „8e division militaire“, stationiert im Département Var
- das „3e corps d’observation“ zur Verteidigung der Pyrenäen

Napoleon veranlasste die Aufstellung eines 9. Korps unter dem Kommando von Maréchal d’Empire Guillaume-Marie-Anne Brune in der Provence, wo die Bevölkerung mit der Rückkehr des Kaisers weit weniger einverstanden war als im übrigen Teil Frankreichs. Er organisierte 150 Batterien, die „Corps francs“ (Freikorps) und die Partisanen. Die Regimenter bekamen ihre Spitznamen zurück wie Invincible („Unbesiegbar“), Terrible („Schrecklich“) oder Incomparable („Unvergleichlich“). Die Armee der Linie bestand jetzt aus 200.000 Mann, die „Garde nationale“ stellte 3.130 Bataillone, davon 1.500 Kompanien Jäger und Grenadiere – total 180.000 Mann. Diese standen unter der Regie des Kriegsministers.
Im Mai 1815 verfügte Frankreich über 105 Infanterieregimenter mit einer durchschnittlichen Personalstärke von 900 Mann. Von diesen Regimentern waren jedoch nur zwei Drittel einsatzbereit, weswegen die Infanterie tatsächlich nur aus 80.000 Mann bestand.
Die Pioniertruppe bestand aus drei Regimentern mit einer Mannschaftsstärke von je 2.000 Mann, die Artillerie setzte sich aus acht Regimentern Fußartillerie und vier Regimentern Berittene Artillerie zusammen, wobei letztere über 100 Kanonen verfügten. Die Bataillone des Trains bestanden nur aus einem Kader, auch waren nur wenige Zugpferde vorhanden.
Die Kavallerie war in schlechter Verfassung, und es konnten insgesamt nur 57 Regimenter aktiviert werden:
- 2 Regimenter Carabiniers
- 12 Regimenter Kürassiere
- 30 Regimenter Dragoner und Jäger zu Pferde
- 6 Regimenter Ulanen (in Frankreich „Lanciers“ genannt) und
- 7 Regimenter Husaren

Von der gesamten Kavallerie konnten 14.000 Mann nicht beritten gemacht werden. Für alle Regimenter standen nur 17.000 zusätzliche Pferde zur Verfügung.
Mit allen zur Verfügung stehenden Mitteln konnten im Juni 1815 aufgebracht werden:
- Infanterie: 225.000 Mann, davon 120.000 Mann Kampftruppe
- Kavallerie: 50.000 Reiter, davon 30.000 Mann Kampftruppe
- Artillerie: 600 bis 700 Geschütze

## Ausrüstung und Bewaffnung

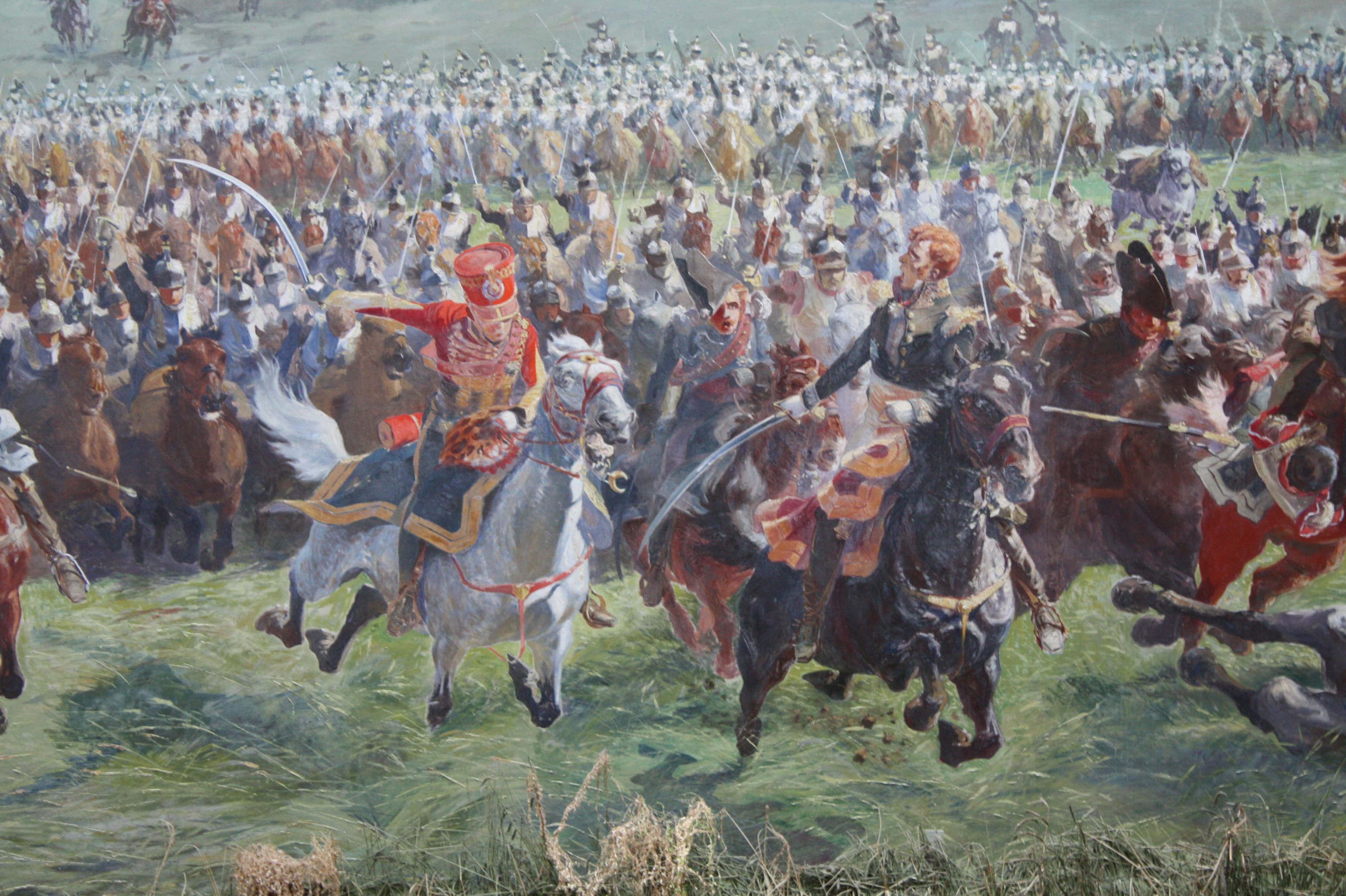
Maréchal Ney bei Waterloo

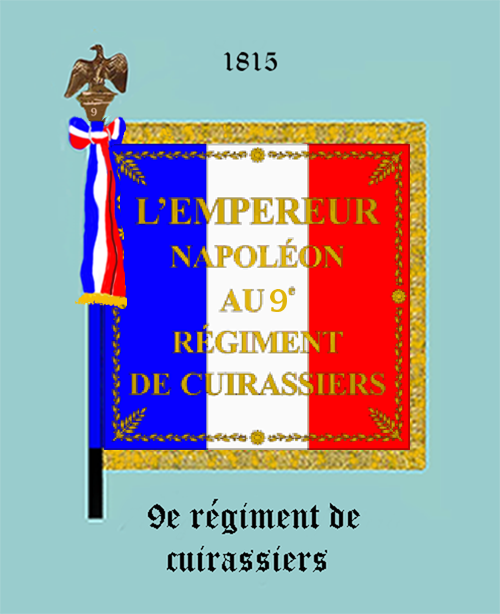
Standarte der Kürassiere in der vereinfachten Form von 1815

Trotz der Verluste der vergangenen Jahre waren genügend Waffen vorhanden. In den Magazinen lagerten 150.000 fabrikneue Gewehre und reparierte Teile für weitere 300.000 Gewehre. Eine große Zahl von Waffenfabriken in Paris fertigten bis zu 1.500 Gewehre pro Tag, bis zum 1. Juli wurde insgesamt sogar eine Fertigung von 3.000 bis 4.000 Stück pro Tag verlangt, wozu alle Waffenfabriken des Kaiserreichs ihre Produktion verdoppeln mussten. Am 1. April 1815 hatte Napoleon mit Blick auf den beabsichtigten Feldzug nach Belgien an seinen Kriegsminister Louis-Nicolas Davout bereits mehrere Anordnungen zur verstärkten Waffenproduktion und zur Auffüllung der Magazine gegeben.
Die Uniformen waren in keinem guten Zustand; in den Magazinen gab es kein Tuch mehr, um neue anzufertigen.
Nachdem König Ludwig XVIII. 1814 angeordnet hatte, die napoleonischen Fahnen zu verbrennen, war es in der Kürze der Zeit und auch wegen Materialmangels nur möglich, die neuen Fahnen in sehr vereinfachter Form zu produzieren. Auch die neu angefertigten Fahnenadler waren von minderer Qualität.

## Die Kommandanten und Generäle

### Der Verbleib der Marschälle
Während der Restauration waren die Marschälle teilweise aktiv geblieben, andere hatten sich aus dem Militärdienst zurückgezogen. Keiner war dem Kaiser nach Elba gefolgt. Nach seiner Rückkehr stand Napoleon vor der Herausforderung, seine ehemaligen Kameraden zu reaktivieren oder die nicht genehmen kaltzustellen. Von den zwischen 1804 und 1813 ernannten Marschällen waren drei verstorben und zwei inzwischen souveräne Herrscher (Bernadotte und Joachim Murat) – letztere waren in den Augen Napoleons allerdings Verräter. Mit der Ernennung von Emmanuel de Grouchy am 17. April 1815 gab es insgesamt zwanzig Marschälle. Die treu zu Ludwig XVIII. haltenden Louis-Alexandre Berthier, Auguste-Frédéric-Louis Viesse de Marmont und Claude-Victor Perrin waren dem König nach Gent ins Exil gefolgt.
Napoleon vergab an acht der Marschälle neue Posten:
- Louis-Nicolas Davout wurde Kriegsminister
- Guillaume-Marie-Anne Brune, 1807 in Ungnade gefallen, aber dann rehabilitiert, wurde Kommandant des „Corps d’armée du Var“ (Var-Armeekorps)
- Jean-Baptiste Jourdan übernahm das Kommando in Besançon
- Adolphe Édouard Casimir Joseph Mortier übernahm das Kommando über die Gardekavallerie und dann über die Junge Garde
- Michel Ney, mit der Inspektion der Départements an der nördlichen Grenze beauftragt, wurde aber vom Kaiser mit Misstrauen beobachtet und erhielt vor dem Beginn des Feldzuges im Juni 1815 kein Truppenkommando
- Jean Mathieu Philibert Sérurier verblieb Gouverneur der Invaliden
- Nicolas Jean-de-Dieu Soult war für den Posten des Major-général de l’armée[8] vorgesehen, falls Berthier nicht zur Verfügung stehen würde. Er erhielt die Stelle dann am 9. Mai 1815.
- Louis Gabriel Suchet wurde der „Armée des Alpes“ zugeteilt

Die anderen neun Marschälle wurden auf verschiedene Posten abgeschoben, da sie in Ungnade gefallen waren. Aus der Liste der Pairs von Frankreich gestrichen waren: Charles Pierre François Augereau, Laurent de Gouvion Saint-Cyr und Catherine-Dominique de Pérignon, aus der Öffentlichkeit verbannt waren dazu noch François-Christophe Kellermann, François-Joseph Lefebvre, André Masséna und Bon-Adrien-Jeannot de Moncey. Die Marschälle Étienne Macdonald und Charles Nicolas Oudinot erhielten keine Aufgaben mehr, da sie keinen erneuten Treueid auf den Kaiser ablegen wollten.

### Die neuen Kommandanten
Der Kaiser stellte an die Spitze der Armeecorps versuchsweise jeweils einen Général de division, von denen sich manch einer schon während der vergangenen Feldzüge 1813 und 1814 für diesen Posten empfohlen hatte: Charles Matthieu Isidore Decaen, Jean-Baptiste Drouet d’Erlon, Bertrand Clausel, Dominique Joseph Vandamme, Étienne-Maurice Gérard, Jean Maximilien Lamarque, Claude-Jacques Lecourbe, Georges Mouton de Lobau, Jean Rapp und Honoré-Charles Reille.

## Landesverteidigung
Die Aushebungen der Wehrpflichtigen in den Grenzdepartements im Norden und im Osten wurden rigoros durchgeführt. Die Festungen waren gut ausgerüstet und die Einfallstraßen bewacht. Frankreich sah sich in der Lage, den Angreifern entgegenzutreten, und traute sich zu, dem alliierten Europa zu trotzen. Hauptwiderstandszentren waren Paris und Lyon. Die Besatzung von Paris verfügte über 400 Feldgeschütze und 300 großkalibrige Festungsgeschütze, Lyon über 100 Feldgeschütze und 100 großkalibrige Festungsgeschütze.

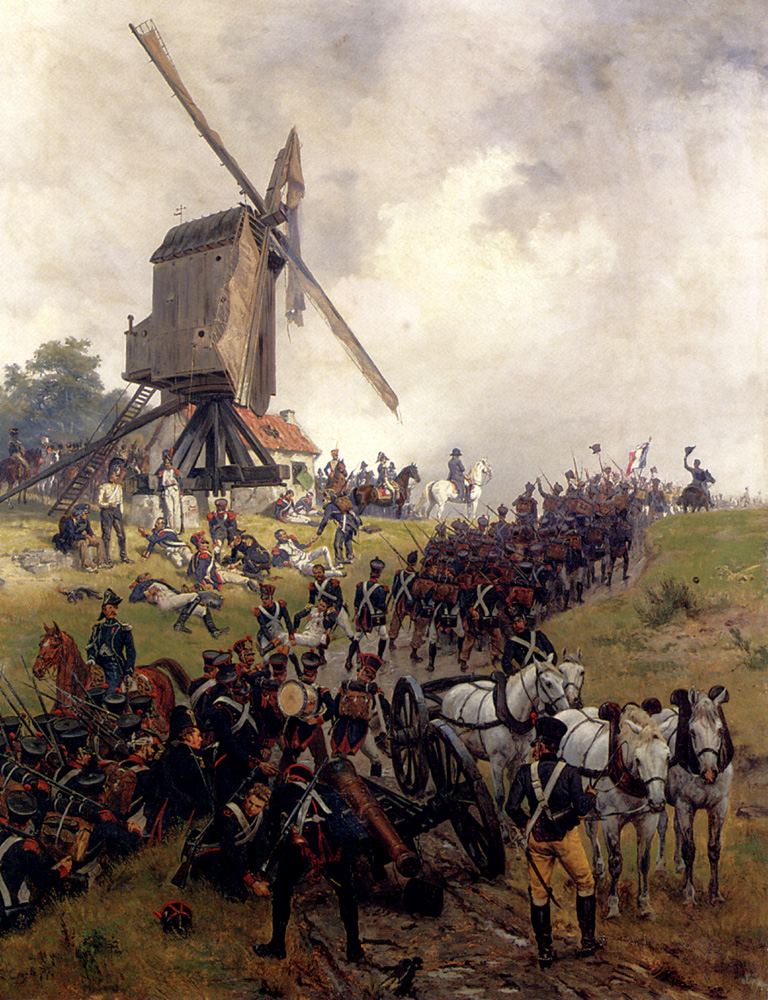
L’armée du Nord in der Schlacht bei Ligny, am 16. Juni 1815 (Gemälde von Ernest Crofts, 1875)